# Sturmgeschütz-eenheid
Een Sturmgeschütz-eenheid was tijdens de Tweede Wereldoorlog een Duitse eenheid van de Wehrmacht ter grootte van een batterij of (officieel) een afdeling, uitgerust met gemechaniseerd geschut.

## De aanvangsjaren

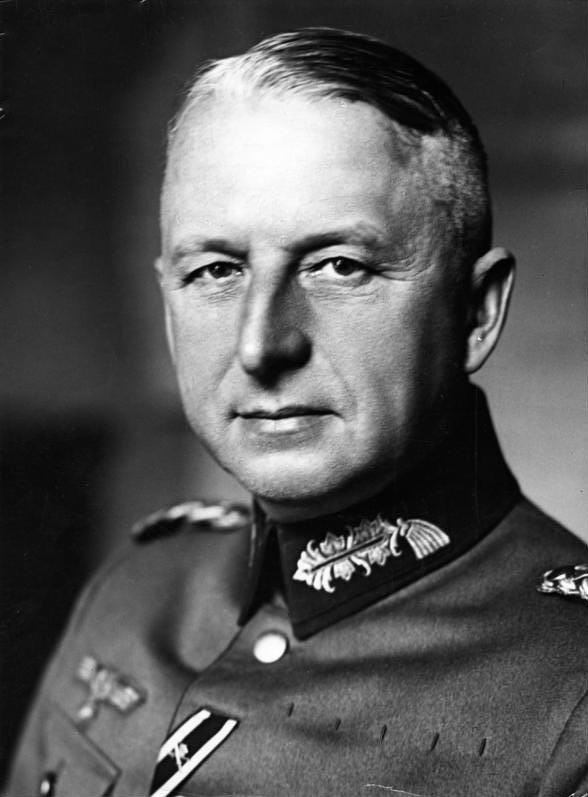
Generalmajor Erich von Manstein, bedenker van het Sturmartillerie concept

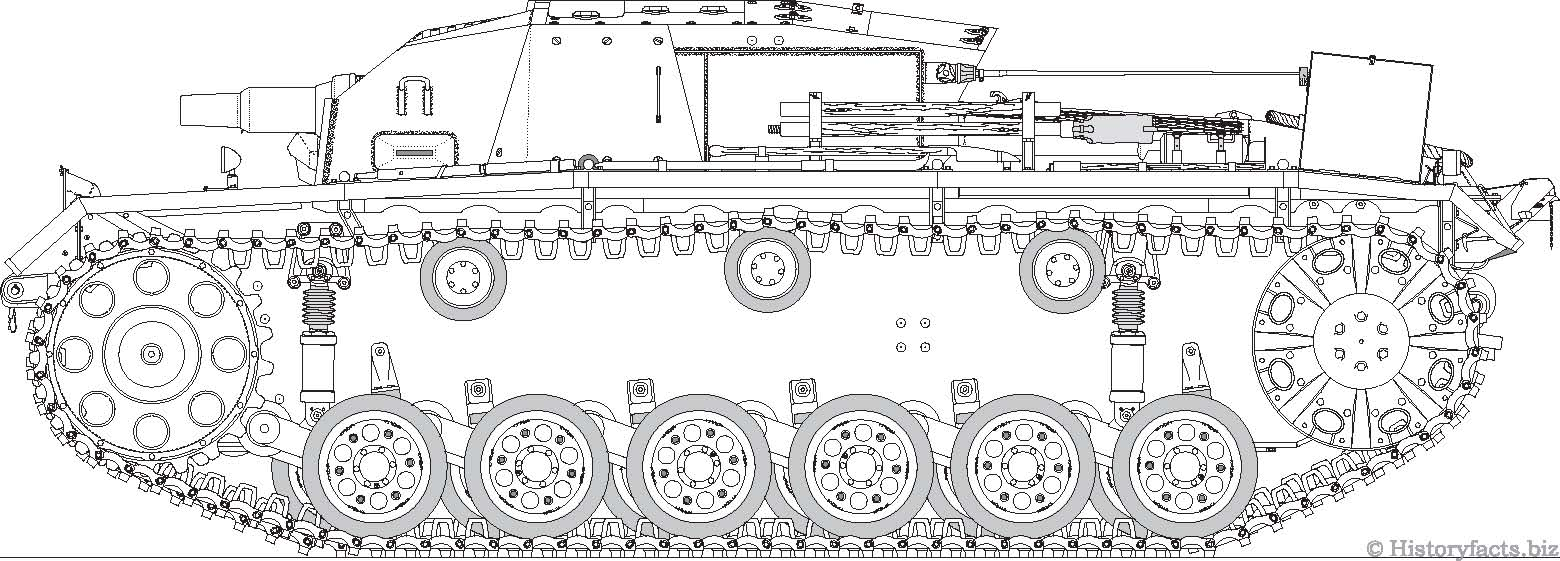
Vanaf 1940 werden de eenheden uitgerust met StuG III’s met korte loop

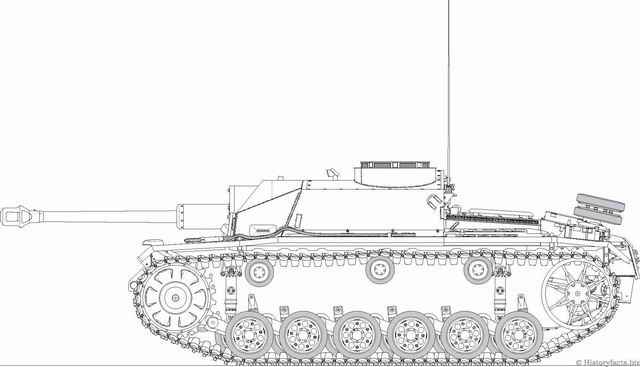
De StuG III Ausf G werd vanaf 1942 het standaardwapen

Tussen november 1939 en juni 1940 werden de eerste Sturmgeschütz-eenheden gevormd. Dit waren Sturmgeschütz-batterijen (echter vaak nog Sturmartillerie-batterijen genoemd), bestaande uit drie pelotons met elk twee Sturmgeschützen. Vier van deze nieuwe batterijen kwamen succesvol in actie in de veldtocht in het westen in 1940. Na deze veldtocht werd het aantal Sturmgeschütz-eenheden snel uitgebreid. Dit werden nu meest Sturmgeschütz-Abteilungen, bestaande uit drie batterijen, dus met 18 Sturmgeschützen uitgerust. Tot het eind van het jaar werden vier van zulke Abteilungen (afdelingen) opgericht, waarvan de meeste deelnamen aan de Balkanveldtocht in voorjaar 1941. Op 1 juni 1941 waren er al 15 onafhankelijke Sturmgeschütz-Abteilungen en vijf onafhankelijke Sturmgeschütz-batterijen in het leger. Bovendien hadden Infanterieregiment (mot.) Großdeutschland en de Leibstandarte SS Adolf Hitler hun eigen Sturmgeschütz-batterij. Alle Sturmgeschütz-eenheden werden ingezet tijdens de aanval op de Sovjet-Unie. Tegen het einde van 1941 waren van de 377 in het oosten ingezette Sturmgeschützen er 95 verloren gegaan. Niettemin nam het aantal Sturmgeschützen aan het oostfront gestaag toe. Op 1 april 1942 waren 623 Sturmgeschützen beschikbaar in 19 Sturmgeschütz-Abteilungen en een onafhankelijke batterij. Op 1 juni 1943 was het aantal gestegen tot 1422 Sturmgeschützen in 26 Sturmgeschütz-Abteilungen en twee onafhankelijke batterijen. Op 1 november 1941 werd de officiële sterkte van de Abteilungen verhoogd tot 31 Sturmgeschützen (elk tien in drie batterijen en één staf-voertuig).

## Uitbreiding naast Heerestruppe
Tot op dat moment waren de Sturmgeschütz-Abteilungen onafhankelijke eenheden, zogenaamde Heerestruppe, d.w.z. niet direct toegewezen aan een divisie, maar ressorterend onder een hoger commando, zoals een legerkorps of leger. En deze Abteilungen waren officieel onderdeel van de Artillerie, meer specifiek, de Sturmartillerie. Maar de Sturmgeschützen waren ook zeer succesvol als tankvernietigers. Dit leidde ertoe dat de inzet steeds verder verschoof in deze richting. Vanaf mei 1943 werden zelfs elke maand 100 StuG III's uit de nieuwe productie naar de gepantserde troepen overgebracht. Deze werden gebruikt om de tankregimenten van de drie tankdivisies uit te rusten die in Stalingrad werden vernietigd en nu werden gereorganiseerd. In 1943 waren daarnaast alle tankafdelingen van de Pantsergrenadierdivisies elk uitgerust met 45 Sturmgeschützen. Ook werd vanaf medio 1943 geprobeerd één tankjagercompagnie van alle infanteriedivisies aan het oostfront uit te rusten met 14 Sturmgeschützen. Ook in 1943 kregen sommige individuele divisies hun eigen permanent toegewezen Sturmgeschütz-Abteilungen, met name de Pantsergrenadierdivisie Großdeutschland en de pantserdivisies van de Waffen-SS. De grondgevechtseenheden van de Luftwaffe kregen ook Sturmgeschütz-eenheden. Zo beschikte de Hermann Göring Brigade rond de jaarwisseling van 1941/42 over een batterij Sturmgeschützen. Toen deze brigade later de Pantserdivisie Hermann Göring werd, werd de III. Abteilung van hun tankregiment ook uitgerust met Sturmgeschützen. Het 1e en 2e Parachutistenkorps, beide opgericht in januari 1944, hadden ook elk een Sturmgeschütz-Abteilung.

## Omdopingen en reorganisaties
Met het bevel van het OKH/GenStdH/Org.Abt. Nr. I/15710/44 g.Kdos. van 14 februari 1944 en verduidelijkt door het bevel OKH/GenStdH/Org.Abt. Nr. I/15710/44 g.Kdos. II. Ang. van 25 februari  1944 werden alle Sturmgeschütz-Abteilungen omgedoopt in Sturmgeschütz-Brigaden. De organisatie en samenstelling veranderde echter niet. Verder werden de Pz.Jg.Kp.(Sturmgesch.) binnen de infanterie-, jäger- en bergdivisies omgedoopt in Sturmgeschütz-Abteilungen.
Drieënhalve maand later volgde een nieuwe omdoping van de eenheden volgens bevel OKH/GenStdH/Org.Abt. Nr. I/17300/44 g.Kdos. van 10 juni 1944. Er kwamen nu twee soorten brigaden: de standaard Heeres-Sturmgeschütz-Brigade en de nieuwe Heeres-Sturmartillerie-Brigade. Deze laatste beschikte standaard over een extra Begleit-Grenadier-Batterie, ofwel een compagnie begeleidingssoldaten (2 officieren, 28 onderofficieren en 168 manschappen) voor nabij-verdediging. Vanaf juni 1944 konden batterijen ofwel 10 ofwel 14 Sturmgeschützen bevatten, waardoor de Sturmgeschütz-Abteilung uiteindelijk 31 ofwel 45 Sturmgeschützen omvatte. Tegen 1 juli 1944 hadden slechts vijf brigades toestemming om 45 Sturmgeschützen te bezitten, maar later kwam het regelmatig voor dat andere brigades ook meer Sturmgeschützen hadden dan voorgeschreven. Daarnaast waren er drie Heeres-Sturmartillerie-Brigades die daarnaast ook nog beschikten over een of twee stuks Panzer-Begleit-Batterie met 14x Panzer II.
In juni 1944 stonden het Duitse Heer totaal 48 Sturmgeschütz-brigades en drie Sturmartillerie-brigaden ter beschikking aan het front, waarvan 33 aan het oostfront.

## Samenstellingen Sturmgeschütz-eenheden

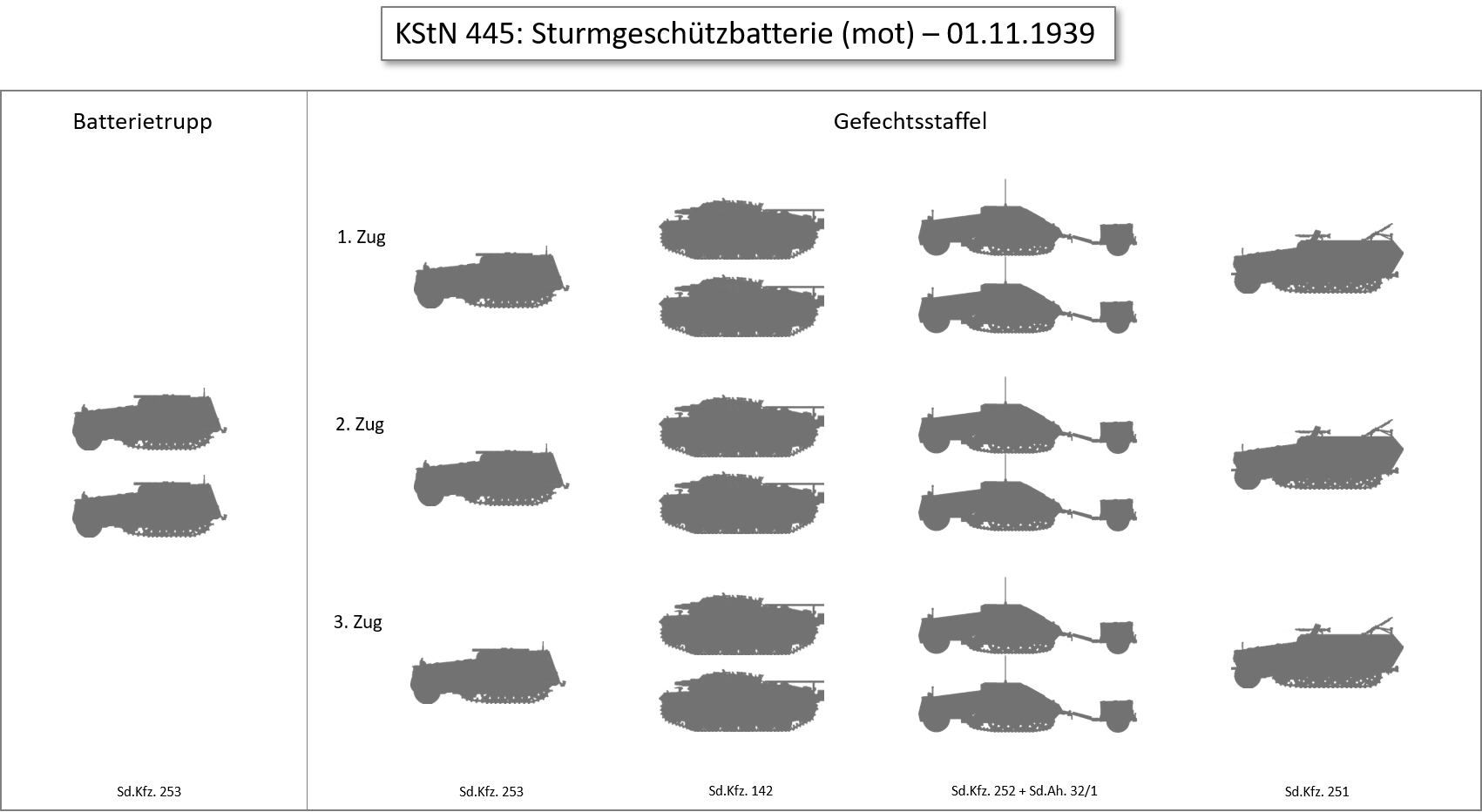
Originele Sturmgeschützbatterie 1939 (alleen gepantserde voertuigen getoond)
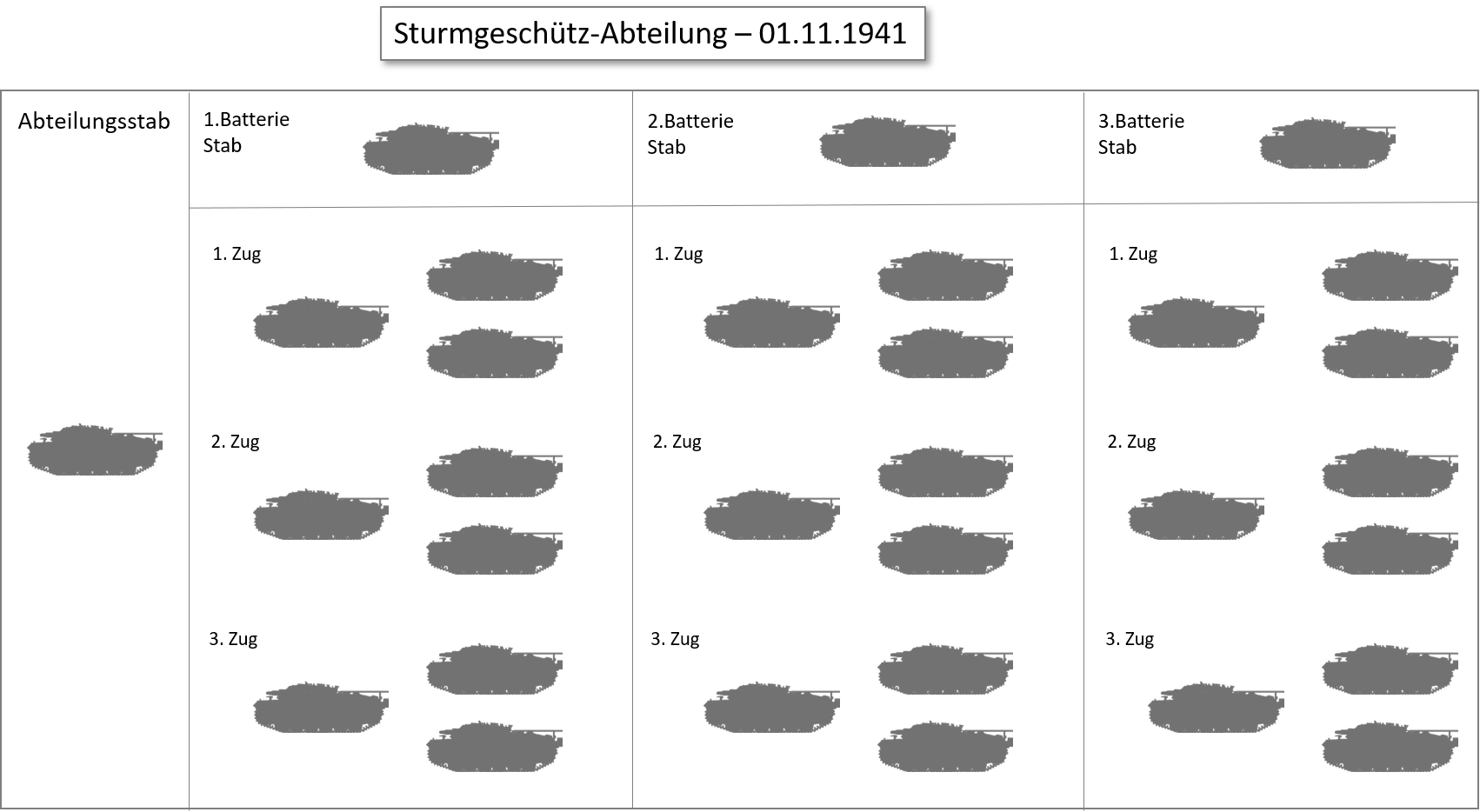
Sturmgeschütz-Abteilung 1941 (alleen Sturmgeschützen getoond)
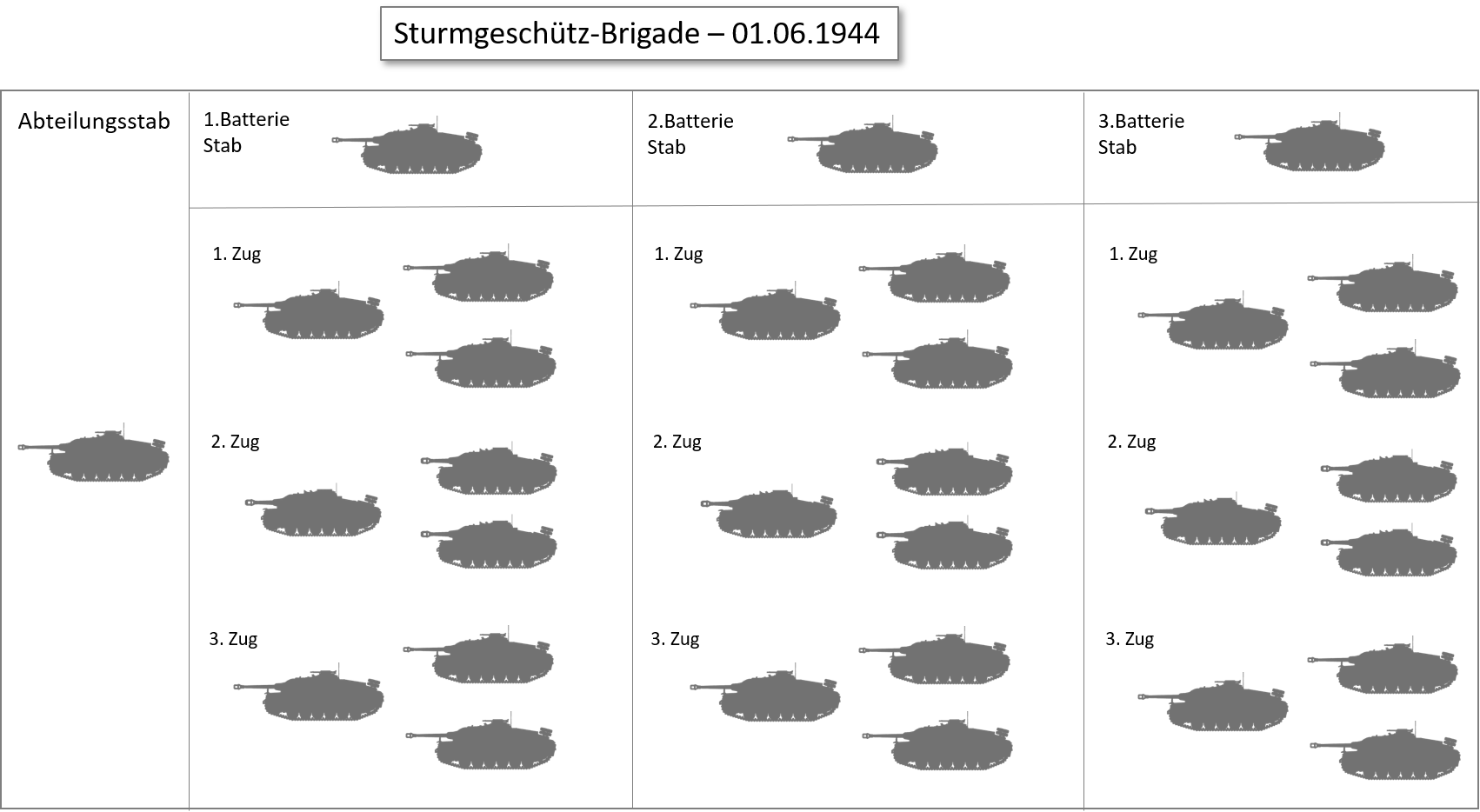
Sturmgeschütz-Brigade 1944 (alleen Sturmgeschützen getoond)